# 金龍院 (横浜市金沢区)
金龍院（きんりゅういん）は、神奈川県横浜市金沢区にある臨済宗建長寺派の寺院。

## 歴史
創建年代は不明である。ただ、開山の方崖元圭が1383年（永徳3年）に寂していることから、それ以前に創建されたたものと推測される。
方崖元圭は鎌倉建長寺第47世住職で、他に近くにあった能仁寺（現在は廃寺）も創建している。寺宝として、方崖元圭の木造坐像がある。
近くには六浦藩の藩庁（六浦陣屋）が置かれていたこともあり、墓地には六浦藩士の墓が多い。

## 文化財
- 木造方崖元圭坐像（神奈川県指定重要文化財 昭和59年11月22日指定）[3]

## 交通アクセス
- 金沢八景駅より徒歩5分。